# Pernille Dupont
Pernille Dupont (Gentofte, 6 de octubre de 1967) es una deportista danesa que compitió en bádminton.
Ganó una medalla de plata en el Campeonato Mundial de Bádminton de 1991 y una medalla de oro en el Campeonato Europeo de Bádminton de 1992, ambas en la prueba de dobles mixto.

## Palmarés internacional
| Campeonato Mundial | Campeonato Mundial     | Campeonato Mundial | Campeonato Mundial |
| Año                | Lugar                  | Medalla            | Prueba             |
| ------------------ | ---------------------- | ------------------ | ------------------ |
| 1991               | Copenhague (Dinamarca) | Medalla de plata   | Dobles mixto       |
| Campeonato Europeo |                        |                    |                    |
| Año                | Lugar                  | Medalla            | Prueba             |
| 1992               | Glasgow (Reino Unido)  | Medalla de oro     | Dobles mixto       |